# Adiuto
Adiuto  è un nome proprio di persona italiano maschile.

## Varianti
- Maschili: Aiuto[1]

## Origine e diffusione
Deriva dal nome latino di tradizione cristiana Adiutus; alla base può esserci il participio perfetto del verbo adiuvare ("aiutare", quindi "aiutato", "soccorso") oppure il sostantivo adiutus ("aiuto"), in entrambi i casi in riferimento all'intervento divino; è simile per etimologia al nome Adiutore.
Nome di scarsissima diffusione, tipico delle Marche, il suo uso è dovuto generalmente al culto verso il martire francescano Adiuto.

## Onomastico
L'onomastico viene festeggiato il 16 gennaio in ricordo di sant'Adiuto, protomartire dell'ordine francescano, ucciso a Marrakech nel 1220 insieme ai compagni Berardo, Ottone, Pietro e Accursio. Con questo nome si ricorda anche un santo abate di Micy, Adiuto o Avito, commemorato il 19 dicembre.

## Persone
- Adiuto, religioso italiano